# Gryon triatomae
Gryon triatomae är en stekelart som beskrevs av Lubomir Masner 1975. Gryon triatomae ingår i släktet Gryon och familjen Scelionidae. Inga underarter finns listade i Catalogue of Life.